# Tipula (Microtipula) juquiella
Tipula (Microtipula) juquiella is een tweevleugelige uit de familie langpootmuggen (Tipulidae). De soort komt voor in het Neotropisch gebied.